# Иванов, Константин Анатольевич
Константи́н Анато́льевич Ивано́в (род. 10 августа 1973, Йошкар-Ола) — российский солист балета, балетмейстер. Художественный руководитель Марийского государственного театра оперы и балета имени Эрика Сапаева, председатель Марийского регионального отделения Союза театральных деятелей РФ, министр культуры, печати и по делам национальностей Республики Марий Эл. Член Регионального политического совета партии «Единая Россия». Заслуженный артист Российской Федерации (2001). Народный артист Республики Марий Эл (2004).

## Биография
Окончил Йошкар-Олинскую школу искусств имени П. И. Чайковского, также занимался в хореографической студии при музыкальном театре. В 1992 году окончил Московское академическое хореографическое училище по классу профессора Александра Бондаренко. В том же году был принят в труппу Большого театра, где его педагогами были Виктор Барыкин и Борис Акимов. В 1992—1994 годах также выступал в спектаклях труппы «Большой театр — студия Юрия Григоровича». В 1999 году стал первым исполнителем партии Акима в балете «Царь-рыба» Владимира Пороцкого по мотивам произведения Виктора Астафьева на сцене Красноярского театра оперы и балета (балетмейстер Сергей Бобров).
В 1996 году окончил Московский государственный институт хореографии по специальности «педагог-репетитор», в 2007 — Российскую Академию театральных искусств по специальности «режиссёр-хореограф».

## РуководствоМарийским государственным театром оперы и балета имени Эрика Сапаева
В 1995 года Константин Иванов впервые после отъезда в Москву, вернулся в родной город для участия в балете «Лебединое озеро». Его партнёршей была Елена Князькова. В следующем году он привёз в Йошкар-Олу гала-концерт артистов балета Большого театра. С этого момента началось его тесное сотрудничество с Марийским государственным театром оперы и балета имени Эрика Сапаева. В 1997 году совместно с балетмейстером-репетитором театра Ольгой Комлевой он осуществил свою первую постановку на этой сцене — балет «Дон Кихот».
В 1999 году он создал отделение «Хореографическое искусство» Марийского Республиканского колледжа культуры и искусств имени И. С. Палантая на базе Центра Образования № 18 (сейчас ГОУ «Лицей Бауманский») и стал его художественным руководителем и заведующим отделением. Здесь он преподаёт классический и дуэтно-классический танцы в выпускных классах.
В том же году Константин Иванов возглавил балетную труппу, а в 2000 году назначен художественным руководителем Марийского государственного театра оперы и балета имени Эрика Сапаева. В следующем, 2001 году он стал советником по культуре президента (с 1 июня 2011 года — Главы Республики Марий Эл) Леонида Маркелова.
На сцене театра Константин Иванов осуществил редакции балетов классического наследия, поставил оригинальные балеты, отмеченные республиканскими призами и наградами. По его инициативе оперные и балетные спектакли ставят приглашённые режиссёры и балетмейстеры из Москвы, Санкт-Петербурга и зарубежных стран. Основанный по его инициативе в 2002 году Фестиваль балетного искусства «В честь Галины Улановой» завоевал признание в России — за годы существования в нём принимали участие звёзды Большого театра, Мариинского театра, Кремлёвского балета, балетные труппы городов России и зарубежья.
Член Общественной палаты Республики Марий Эл (2010 год), с марта 2011 года — председатель Марийского регионального отделения Союза театральных деятелей Российской Федерации.
С 21 ноября 2017 года Константин Иванов — министр культуры, печати и по делам национальностей Республики Марий Эл.

## Репертуар вБольшом театре
- 1993 — «Чиполлино», балетмейстер Генрих Майоров — Садовник-кактус и Граф Вишенка
- 1995 — «Легенда о любви», балетмейстер Юрий Григорович — друзья Ферхада
- 1995 — «Белоснежка», балетмейстер Генрих Майоров — Королевич
- 1995 — «Ромео и Джульетта», хореография Леонида Лавровского — Меркуцио и Трубадур
- 1996 — «Лебединое озеро», балетмейстер Владимир Васильев — Принц
- 1997 — опера «Иван Сусанин», хореография Ростислава Захарова — Вальс
- 1997 — «Баядерка», редакция Юрия Григоровича — Солор
- 1997 — «Раймонда», редакция Юрия Григоровича — Бернар и Беранже
- 1997 — «Спящая красавица», редакция Юрия Григоровича — Принц Шери и Принц Дезире
- 1998 — «Жизель», редакция Владимира Васильева — Альберт
- 1999 — «Симфония до мажор», хореография Джорджа Баланчина — Солист I части — первый исполнитель
- 2000 — «Русский Гамлет», балетмейстер Борис Эйфман — Сын императрицы — первый исполнитель
- 2001 — «Лебединое озеро», балетмейстер Юрий Григорович (2-я редакция) — Принц Зигфрид
- 2001 — «Шопениана», хореография Михаила Фокина — Юноша
- 2001 — «Жизель», редакция Юрия Григоровича — Альберт

## Репертуар в труппе «Большой театр — студия Юрия Григоровича»
- «Тщетная предосторожность», балетмейстер Юрий Григорович — Колен
- «Лебединое озеро», балетмейстер Юрий Григорович — Принц Зигфрид
- «Раймонда», редакция Юрия Григоровича — Жан де Бриен
- «Жизель», редакция Юрия Григоровича — Альберт

## Постановки вМарийском государственном театре оперы и балета имени Эрика Сапаева

### Балеты
- 1997 — «Дон Кихот» Людвига Минкуса
- 2000 — «Щелкунчик» Петра Чайковского
- 2000 — «Жизель» Адольфа Адана, хореография Жана Коралли, Жюля Перро и Мариуса Петипа
- 2001 — «Тщетная предосторожность» Петера Гертеля
- 2003 — «Лебединое озеро» Петра Чайковского, хореография Мариуса Петипа и Льва Иванова, редакция Константина Сергеева
- 2005 — «Лесная легенда» Анатолия Луппова
- 2005 — «Ромео и Джульетта» Сергея Прокофьева
- 2007 — «Спартак — триумф Рима» Арама Хачатуряна
- 2008 — «Золушка» Сергея Прокофьева
- 2009 — «Баядерка» Людвига Минкуса
- 2009 — «Щелкунчик» Петра Чайковского — новая редакция
- 2010 — «Спящая красавица» Петра Чайковского, хореография Мариуса Петипа
- 2011 — «Эсмеральда» Цезаря Пуни, хореография Жюля Перро и Мариуса Петипа
- 2011 — «Жизель» Адольфа Адана, хореография Жана Коралли, Жюля Перро и Мариуса Петипа — новая редакция
- 2012 — «Корсар» Адольфа Адана

### Оперы, оперетты и танцы в операх
- 2003 — «Мистер Икс» Имре Кальмана — балетмейстер-постановщик
- 2004 — «Моцарт и Сальери» Николая Римского-Корсакова
- 2005 — «Марица» Имре Кальмана — балетмейстер-постановщик
- 2006 — «Евгений Онегин» Петра Чайковского
- 2006 — «Травиата» Джузеппе Верди
- 2014 — «Травиата» Джузеппе Верди — балетмейстер-постановщик
- 2020 — «Бахчисарайский фонтан»

## Звания и награды
- 1998 — Лауреат Открытого конкурса артистов балета России «Арабеск» (I премия и приз «За лучший дуэт»)
- 1998 — Заслуженный артист Республики Марий Эл
- 2001 — Заслуженный артист России[10]
- 2004 — Народный артист Республики Марий Эл[11]
- 2005 — Государственная премия Республики Марий Эл
- 2006 — Лауреат приза «Душа танца» журнала «Балет» (номинация «Рыцарь танца»)
- 2022 — орден «За заслуги перед Марий Эл» II степени

## Статьи
- Галайда А. Экзотическая поездка... в Йошкар-Олу // Большой театр : газета. — М., 1997. — № 9 апреля.
- Самсонова С. Как поживают молодые принцы в старом Большом театре // Подмосковье : газета. — М., 1999. — № 27 марта.
- Беляева Е. Константин Иванов: Для меня важна целостность образа // Большой театр : газета. — М., 2001. — № 4.
- Федоренко Е. Будешь плохо учиться — поедешь в Йошкар-Олу // Культура : газета. — М., 2004. — № 5.
- Федоренко Е. Константин Иванов: Не люблю тиражей в искусстве // Балет : журнал. — М., 2005. — № 2.
- Левкоева Н. Константин Иванов. Артист. Президент. Студент. Учитель // Балет : журнал. — М., 2007. — № 2.
- Федоренко Е. Константин Иванов: Время относительно — его можно обогнать (недоступная ссылка — история) // Культура : газета. — М., 2007. — № 16.